# Justus Strelow
Justus Strelow, né le 30 décembre 1996 à Dippoldiswalde, est un biathlète allemand.

## Carrière
Justus Strelow, licencié au SG Stahl Schmiedeberg, fait ses débuts internationaux en 2015 à l'occasion des Championnats du monde jeune, où il finit trois dans le top dix, dont à la sixième place à l'individuel. Il décroche sa première médaille aux Championnats du monde junior 2017 en bronze sur le relais. En 2017-2018, il n'est pas actif en compétition internationale, mais est performant au niveau national, remportant la Coupe d'Allemagne.
L'Allemand découvre l'IBU Cup en fin d'année 2018 et monte rapidement sur son premier podium avec une troisième place au sprint d'Idre.
Il ajoute à son palmarès une médaille d'argent en relais simple mixte aux Championnats d'Europe à Minsk, soit son seul podium de l'hiver.
En début d'année 2021, en tandem avec Stefanie Scherer, il décroche la médaille d'or du relais simple mixte aux Championnats d'Europe à Duszniki-Zdrój. Il prend son premier départ en Coupe du monde en mars 2021 à Östersund et marque ses premiers points avec une 37e et une 30e place.
En ouverture de la saison 2021-2022 de Coupe du monde, il prend la treizième place de l'individuel à Östersund. Il est sélectionné pour la Coupe du monde de nouveau à Antholz, pour se classer 22e de l'individuel.
Le 12 février 2025, en ouverture des championnats du monde à Lenzerheide, il obtient la médaille de bronze du relais mixte en compagnie de Selina Grotian, Franziska Preuß et Philipp Nawrath.

## Palmarès

### Championnats du monde
| Mondiaux / Épreuve | Individuel | Sprint | Poursuite | Mass start | Relais | Relais mixte              | Relais mixte simple       |
| 2023 Oberhof       | 13e        | 12e    | 11e       | 13e        | 5e     | —                         | —                         |
| 2024 Nové Město    | —          | —      | —         | 16e        | 4e     | 5e                        | 6e                        |
| 2025 Lenzerheide   | —          | 30e    | 31e       | —          | —      | Médaille de bronze, monde | Médaille de bronze, monde |

Légende :
- : troisième place, médaille de bronze
- — : non disputée par Justus Strelow

### Coupe du monde
- Meilleur classement général : 14e en 2024.
- 11 podiums[3] :
  - 1 podium individuel : 1 deuxième place.
  - 5 podiums en relais : 2 deuxièmes places, 3 troisièmes places.
  - 1 podium en relais mixte : 1 troisième place.
  - 4 podiums en relais mixte simple : 1 victoire et 3 troisièmes places.

 Dernière mise à jour le 20 février 2025 

#### Classements par saison
| Saison    | Classement général final | Individuel | Sprint | Poursuite | Mass start |
| 2020-2021 | 82e                      |            | 81e    | 64e       |            |
| 2021-2022 | 67e                      | 13e        | nc     |           |            |
| 2022-2023 | 21e                      | 28e        | 20e    | 23e       | 16e        |
| 2023-2024 | 14e                      | 8e         | 14e    | 13e       | 11e        |
| 2024-2025 | 16e                      | 16e        | 21e    | 16e       | 16e        |

### Championnats d'Europe
- Médaille d'or du relais simple mixte en 2021 à Duszniki-Zdrój.
- Médaille d'argent du relais simple mixte en 2020 à Minsk.
- Médaille de bronze du relais simple mixte en 2022 à Arber.

### Championnats du monde junior
- Médaille de bronze du relais en 2017 à Osrblie.

### IBU Cup
- 6e du classement général en 2021.
- 7 podiums individuels.
- 2 victoires en relais et 1 victoire en relais mixte.